# Rafałowo
Rafałowo (biał. Рафалова; ros. Рафалово) – wieś na Białorusi, w obwodzie witebskim, w rejonie brasławskim, w sielsowiecie Ciecierki.
Dawniej używana nazwa – Rafałów Podmarciniacki.

## Historia
W czasach zaborów majątek i folwark w powiecie dzisieńskim, w guberni wileńskiej Imperium Rosyjskiego W I połowie XIX w. dzierżył go Józef Nepomucen Łopaciński z szeroko rozgałęzionej rodziny Łopacińskich herbu Lubicz.
W latach 1921–1945 parcele leżały w Polsce, w województwie wileńskim, w powiecie dziśnieńskim (od 1926 w powiecie brasławskim), w gminie Jody.
W 1931 w 8 domach zamieszkiwało 34 osoby.
Wierni należeli do parafii rzymskokatolickiej w Borodzieniczach. Miejscowość podlegała pod Sąd Grodzki w Brasławiu i Okręgowy w Wilnie; właściwy urząd pocztowy mieścił się w Jodach.
W wyniku napaści ZSRR na Polskę we wrześniu 1939 miejscowość znalazła się pod okupacją sowiecką. 2 listopada została włączona do Białoruskiej SRR. Od czerwca 1941 roku pod okupacją niemiecką. W 1944 miejscowość została ponownie zajęta przez wojska sowieckie i włączona do Białoruskiej SRR.
Od 1991 w składzie niepodległej Białorusi.